# Озолмуйжа (Лимбажский край)
О́золмуйжа (латыш. Ozolmuiža) — населённый пункт в Лимбажском крае Латвии. Входит в состав Бривземниекской волости. Вблизи расположены два небольших озера. По данным на 2017 год, в населённом пункте проживало 200 человек. В селе находится главный дом бывшего поместья Озолы.

## История
В советское время населённый пункт носил название Озолы и входил в состав Бривземниекского сельсовета Лимбажского района. В селе располагалось Сельское профессионально-техническое училище № 5.